# کوهرام
کوهرام (به هندی: Kohram) یا انفجار فیلمی محصول سال ۱۹۹۹ و به کارگردانی مهول کومار است. در این فیلم بازیگرانی همچون آمیتاب باچان، نانا پاتیکار، تابو، جایا پرادا، جکی شروف، دنی دنزونگپا، موکش ریشی، موکول دو، کبیر بدی، عایشا جولکا ایفای نقش کرده‌اند.